# Arthur de Gobineau

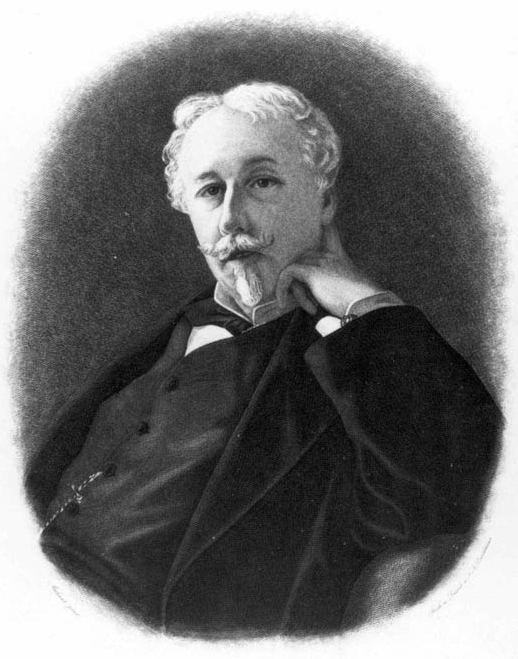
Arthur de Gobineau

Arthur de Gobineau, werkelijke naam Joseph Arthur, comte de Les Pléiades (Ville-d'Avray, ook bekend onder de naam Comte de Gobineau (nabij Parijs), 14 juli 1816 — Turijn, 13 oktober 1882) was een Franse diplomaat, politicus, rassentheoreticus en schrijver. Hij werd vooral bekend door zijn werk over de ongelijkheid van de mens, Essai sur l'inégalité des races humaines ('Verhandeling over de ongelijkheid van de menselijke rassen'). Dit werk werd gepubliceerd in twee delen (in 1853 en 1855). Volgens zijn rassentheorie was er sprake van een blank ras (race blanche) dat superieur was aan de andere twee rassen, het negroïde en het mongoloïde ras. Door rassenvermenging zou in zijn ogen de menselijke soort degenereren.

## Levensloop
Na zijn schoolopleiding in Frankrijk en Zwitserland werd Gobineau in 1849 lid van het Franse Corps diplomatique. In 1855 werd hij door Napoleon III met een gezantschap naar Perzië gezonden. In 1859 werd hij keizerlijk commissaris in de VS, vanaf 1861 was hij buitengewoon afgevaardigde in een verdere missie in Perzië, en vanaf 1864 was hij in deze functie in dienst in Athene. Daarnaast voerde hij diplomatieke opdrachten uit in Rio de Janeiro en in Stockholm.

## Rassentheorie
Tijdens zijn eerste missie in Perzië werd Gobineau geïnspireerd tot zijn idee van het bestaan van superieure rassen (races maîtresses); hij geloofde niet dat natuurlijke omstandigheden zoals rivieren en goede landbouwgrond de basis waren voor het ontstaan van superieure culturen, maar dat dergelijke culturen opgebouwd werden door superieure rassen. Hij stelde dat er een natuurlijke scheiding of barrière bestond tussen drie oorspronkelijke rassen, het blanke ras (race blanche), het negroïde ras (race noire) en het mongoloïde ras (race jaune). Omdat deze rassen door God geschapen waren zouden deze perfect zijn, maar door het overschrijden van rassenbarrières door rassenvermenging zou de menselijke soort degenereren. Tevens stelde hij dat het blanke ras het hoogst ontwikkeld was, en stelde het gelijk aan de Indo-Europese cultuur die bekendstond als die van de Ariërs. Volgens Gobineau was raszuiverheid een voorwaarde en een kenmerk van hoogstaande civilisatie. Volgens Gobineau was er ''boven de Seine'' sprake van meer raszuiverheid.
Gobineau zag het ontstaan van wereldrijken als een negatieve ontwikkeling die zou eindigen in de vernietiging van het superieure ras dat het rijk stichtte, daar er in wereldrijken rassenvermenging plaatsvindt die leidt tot degeneratie van het superieure ras. Gobineau noemde dit proces semitizatie, daar hij van mening was dat de Semitische volkeren het resultaat waren van rassenvermenging tussen zijn drie rassen. Om deze reden zag Gobineau – in tegenstelling tot latere racisten als Madison Grant, die het negroïde ras als inferieur zagen – Arabieren en Joden als inferieur. Gobineau zag de Noordse (Frankisch, Teutoons en Germaans) volkeren als de zuiverste blanken en achtte hen superieur aan andere blanke volkeren, zoals het Latijnse ras (race latine), waarmee hij de grondvesten voor de Noordse theorie legde.

### Essai sur l'inégalité des races humaines
Gobineau legde zijn rassentheorie vast in zijn Essai sur l'inégalité des races humaines (Verhandeling over de ongelijkheid van de menselijke rassen). Het eerste deel werd gepubliceerd in 1853, en in 1855 volgde deel twee. Het boek werd opgedragen aan George V, koning van Hannover. In 1884, na de dood van Gobineau, kwam er een tweede druk uit. Op aanraden van Cosima Wagner werd het vertaald in het Duits door Ludwig Schemann, Versuch über die Ungleichheit der Menschenrassen (1898—1901); in 1914 volgde een Engelse vertaling, The Inequality of Human Races, door A. Collins. Gobineau was niet de eerste die een rassentheorie opstelde; in 1849 publiceerde de Duitse arts Carus zijn boek Über ungleiche Befähigung der verschiedenen Menschheitstämme für höhere geistige Entwickelung (Over de ongelijke geschiktheid van de verschillende mensenstammen tot geestelijke ontwikkeling), een werk waar Gobineau meermaals naar verwijst.

## Politieke erfenis
Gobineaus Essai had vooral grote invloed in de VS, en in Duitsland op de Völkische Bewegung, de Conservatieve Revolutie, de ariosofie en op het nationaalsocialisme.
In 1894 werd in Freiburg de eerste Gobineau Vereinigung opgericht, een vereniging met als doel het bespreken en verspreiden van Gobineaus rassentheorie en zijn andere werken. Oprichter Ludwig Schemann, alsook Ludwig Woltmann, uitgever van het racistische antropologische tijdschrift Revue, de amateur-antropoloog Otto Ammon en Houston Stewart Chamberlain behoorden allen tot de Duitse school van Gobineaus volgelingen, hoewel Chamberlain zich later distantieerde van Gobineaus Essai en zijn ideeën bestempelde als "wissenschaftlichen Phantasmagorieen".
In Frankrijk voorzag graaf Georges Vacher de Lapouge Gobineaus rassentheorie van cultusachtige praktijken.

## Bahá'í
Gobineau staat bij de Bahá'ís bekend als de persoon die het enige complete manuscript betreffende de vroege geschiedenis van het Bábisme in Perzië in bezit kreeg; een manuscript dat geschreven werd door Hâjji Mirza Jân van Kashan, die circa 1852 door de Perzische autoriteiten ter dood gebracht werd. Het manuscript bevindt zich nu (2005) in de collectie van de Bibliothèque nationale de France te Parijs. De Bahá'i-beweging verbindt zich echter niet met de theorieën van Gobineau.

## Schrijverschap
Gobineau was eveneens succesvol als schrijver. In zijn romans idealiseert hij dezelfde reactionaire en aristocratische ideeën en zijn afkeer van democratische massacultuur als in zijn politieke werk.